# Alliance démocratique (Haïti)
Pour les articles homonymes, voir Alliance démocratique.
L'Alliance démocratique (ou Alyans en créole haïtien) est une coalition politique haïtienne fondée en 2005 en vue de la réélection du candidat René Préval à la présidence de la République d'Haïti qui était le candidat officiel du parti du Front de l'Espoir. L'Alliance démocratique présenta néanmoins un candidat au premier tour de l'élection présidentielle de 2006.

## Historique
Le 7 février 2006, René Préval est à nouveau candidat à l'Élections générales de 2006 à Haïti pour un second mandat, qu'il remporte dès le premier tour avec 51,15 %. Proclamé vainqueur de l'élection présidentielle le 16 février après un accord entre le gouvernement intérimaire et la commission électorale, il est investi le 14 mai 2006 avec le soutien du parti Alliance démocratique ou Alyans en créole haïtien au second tour car cette coalition présenta un candidat Evens Paul, au premier tour qui n'obtint que 48 232 voix soit 2,49% du corps électoral. Ce faible résultat n'empêcha pas René Préval d'être réélu au second tour de l'élection présidentielle grâce à son parti le Front de l'Espoir
La coalition  Alliance démocratique ou Alyans regroupe les mouvements politiques suivants l'ESKANP, le Pati Louvri Baryè (PLB), le Comité de Résistance de la Grande Anse, le Mouvement Paysans du Plateau Central et le Mouvement Counbite du Sud-Est. 
Lors de l'élections générales haïtiennes de 2006 l'Alliance démocratique/Alyans obtint 10 députés lors de l'élection législative et un sénateur lors de l'élection sénatoriale.
Ce parti n'a plus présenté de candidats et participé à aucune élection depuis 2010.